# St. Matthews (Carolina del Sud)
St. Matthews és una població dels Estats Units a l'estat de Carolina del Sud. Segons el cens del 2000 tenia 2.107 habitants.

## Demografia
Segons el cens del 2000, St. Matthews tenia 2.107 habitants, 823 habitatges i 549 famílies. La densitat de població era de 421,5 habitants/km².
Dels 823 habitatges en un 27,2% hi vivien nens de menys de 18 anys, en un 41,8% hi vivien parelles casades, en un 21,4% dones solteres, i en un 33,2% no eren unitats familiars. En el 30,6% dels habitatges hi vivien persones soles el 14,9% de les quals corresponia a persones de 65 anys o més que vivien soles. El nombre mitjà de persones vivint en cada habitatge era de 2,39 i el nombre mitjà de persones que vivien en cada família era de 3.
Per edats la població es repartia de la següent manera: un 23,5% tenia menys de 18 anys, un 6,2% entre 18 i 24, un 23,3% entre 25 i 44, un 24% de 45 a 60 i un 23% 65 anys o més.
L'edat mediana era de 43 anys. Per cada 100 dones de 18 o més anys hi havia 66,3 homes.
La renda mediana per habitatge era de 24.969$ i la renda mediana per família de 36.250$. Els homes tenien una renda mediana de 29.760$ mentre que les dones 21.311$. La renda per capita de la població era de 14.911$. Entorn del 19,5% de les famílies i el 24% de la població estaven per davall del llindar de pobresa.

## Poblacions més properes
El següent diagrama mostra les poblacions més properes.